# Cucina trentina
La cucina trentina risente delle influenze della cucina altoatesina, caratterizzata da prodotti gastronomici della cultura austriaca. Risente inoltre dell'isolamento storico e geografico delle vallate alpine. Una caratteristica unificatrice è la povertà tradizionale dei piatti tipici, e un'altra è la presenza di prodotti alcolici e superalcolici.

## Antipasti
Uno dei piatti tradizionali è il tortel di patate, spesso accompagnato da un tagliere di salumi e formaggi locali.

## Primi piatti
Rispetto alle altre regioni d'Italia, non esiste nessun tipo di pasta alimentare tradizionale, alimento che si è largamente diffuso soltanto nel secondo dopoguerra. 
Tipici primi piatti della tradizione trentina sono le minestre, tra tutte la "minestra d'orzo" (od "orzetto alla trentina"), la Panàda, la Mòsa, il Brö brusà; gli gnocchi, tra tutti gli gnocchi di patate alla trentina, gnòchi de pan e gnòchi de segale.
Questa tradizione sfoggia al primo posto i canederli, classicamente composti di pane e carne varia con l'aggiunta di formaggio per i palati più golosi, sono serviti in brodo oppure con burro e salvia. Come tutte le ricette regionali anche questa è stata sfruttata dai cuochi per la realizzazione di varianti, come per esempio i canederli con verza e puzzone di Moena. 
Altro piatto tipico sono gli strangolapreti ovvero gnocchi di spinaci e pane fatti in casa con alcune varianti come quella che prevede l'ortica al posto degli spinaci.
- Minestra di trippe
- Minestra d'orzo
- Bro' Brusà
- Risotto al Teroldego
- Smacafam
- Spätzle
- Canederli

## Secondi piatti
- Carne salada del Trentino
- Ciuiga
- Luganega
- Mortandela
- Osei scampai
- Tortel di patate
- Torta di patate
- Gnocchetti de pujna (ricotta)
- Tonco de pontesel

## Contorni e verdure
- Crauti
- Mosa
- Polenta
- Polenta di patate
- Verde o verdòle

## Formaggi

### DOP
- Asiago
- Trentingrana
- Provolone Valpadana
- Puzzone di Moena
- Spressa delle Giudicarie

### PAT
- Canestrato
- Casàda
- Casolet
- Dolomiti
- Fontal
- Misto capra
- Montagna
- Monte Baldo e Monte Baldo primo fiore
- Monteson
- Nostrano
- Nostrano de casèl
- Nostrano di malga
- Nostrano di Primiero
- Ricotta (pojna)
- Tosèla
- Tre Valli
- Vezzena

## Dolci
- Grostoli
- Kaiserschmarrn
- Krapfen
- Straboli
- Strudel
- Torta beca
- Torta de Coloster
- Tortoléti coi puriòni
- Treccia mochena
- Zelten[1]

## Vini e liquori
- Casteller
- Rumtopf
- Teroldego
- Vino Santo
- Grappa
- Picco rosso
- Stomatica Foletto

## Precisazioni
Alcuni piatti qui indicati vengono "ascritti" alla cucina tipica trentina perché se ne fa un largo uso, tuttavia:
- La polenta è diffusa in tutta Italia: Veneto, Valle d'Aosta, Lombardia, Piemonte, Emilia-Romagna e Friuli-Venezia Giulia ne sono, a loro volta, fortissimi consumatori; ma si trova anche in numerosi paesi dell'est Europa (soprattutto in quelli una volta appartenenti alla monarchia austro-ungarica, come in Romania (mămăligă), Croazia (palenta, žganci o pura), Slovenia (polenta o žganci), Ucraina (culesha), Ungheria (puliszka).
- Molti piatti, come i canederli o (Knödel), lo strudel e lo speck e tanti altri, hanno origine austriaca e, visto la lunga tradizione e la storia che lega il Trentino al Tirolo, si sono diffusi prevalentemente attraverso l'Alto Adige ma sono diffusamente presenti anche in Trentino perciò alcune voci sono in comune (con nomi diversi) con la cucina altoatesina;
- Gli "uccelletti scappati" infine sono a loro volta diffusi in tutta Italia. L'origine parrebbe ascriversi all'area del bergamasco dove (tuttora) è un piatto tipico l'accompagnare la polenta con "spiedi" di uccellini. La dizione "scappati" indica chiaramente un ripiego nel caso in cui l'esito della caccia non avesse dato i risultati sperati. La versione di "uccelletti scappati" più conosciuta e diffusa è la ricetta bolognese. Con ripieno di mortadella (o prosciutto), formaggio, foglia di salvia, poi saltati in padella.